# Institution of Electrical Engineers

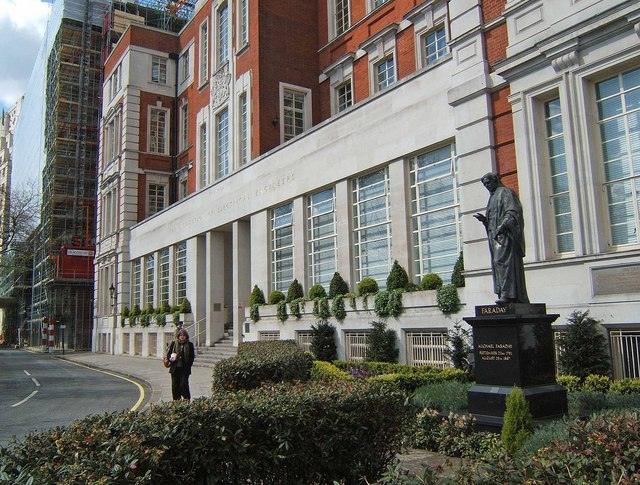
Savoy Place in Londen was het hoofdkwartier van de IEE.

De Institution of Electrical Engineers of IEE (uitgesproken als [ay-dubbel-ie:]) was een Britse beroepsorganisatie van ingenieurs op het gebied van de elektronica en informatica die in 2006 is opgegaan in de Institution of Engineering and Technology. Het was verreweg de grootste organisatie op zijn gebied in Europa.
De IEE is opgericht in 1871 onder de naam Society of Telegraph Engineers. In 1880 werd de naam veranderd in Society of Telegraph Engineers and Electricians. De huidige naam dateert van 1889.  De organisatie heeft diverse beroemde voorzitters gehad, zoals Lord Kelvin, Joseph Swan en Sebastian Ziani. Het eerste aspirant-lid van deze organisatie was Gertrude Lilian Entwisle. De IEE speelde wereldwijd een belangrijke rol door het uitgeven van wetenschappelijke tijdschriften en standaarden en het organiseren van congressen.